# Klaus Lindenberger
Klaus Lindenberger (Linz, 28 mei 1957) is een voormalig profvoetballer uit Oostenrijk, die speelde als doelman gedurende zijn carrière. Hij won tweemaal de Oostenrijkse landstitel. Na zijn actieve loopbaan stapte hij het trainersvak in.

## Clubcarrière
Lindenberger maakte zijn debuut als profvoetballer bij LASK Linz tijdens het seizoen 1978/1979. Hij groeide er uit tot vaste doelman en zou tot de zomer van 1988 bij LASK Linz blijven. In dat tussenseizoen maakte Lindenberger de overstap naar FC Swarovski Tirol, waarvoor hij drie seizoenen zou spelen. Hij werd hier ook tweemaal Oostenrijks landskampioen en won eenmaal de ÖFB Pokal. Nadien speelde Lindenberger nog twee seizoenen voor FC Stahl Linz om zijn loopbaan af te sluiten in lagere afdelingen bij SK Eintracht Wels.

## Interlandcarrière
Lindenberger speelde 41 keer voor de nationale ploeg van Oostenrijk in de periode 1982-1990. Hij maakte zijn debuut op woensdag 28 april 1982 in een vriendschappelijke thuiswedstrijd tegen Tsjecho-Slowakije (2-1). Met Oostenrijk nam hij deel aan de WK-eindronde van 1982 in Spanje, waar hij derde keuze was achter Friedrich Koncilia en Herbert Feurer. Acht jaar later, bij het WK voetbal 1990 in Italië, was hij eerste keuze en speelde hij de drie groepswedstrijden.

## Coach
Van 2005 tot 2008 was Lindenberger keeperstrainer van het Oostenrijks voetbalelftal. Tijdens het seizoen 2008/2009 was hij ook kortstondig hoofdcoach van 
LASK Linz. In 2009 werd hij, aan de zijde van Josef Hickersberger, keeperstrainer van Al-Wahda FC waar hij tot 2015 actief zou blijven. Van 2015 tot 2018 werd Lindenberger opnieuw keeperstrainer van het Oostenrijks voetbalelftal. In september 2018 werd Lindenberger keeperstrainer bij het Israëlisch voetbalelftal.

## Erelijst
FC Swarovski Tirol
- Oostenrijks landskampioen

1989, 1990
- Beker van Oostenrijk

1989